# Имера (дем Сервия)
 Тази статия е за селото в Гърция.  За вестника вижте Имера (вестник).  
Ѝмера или Хейбели (на гръцки: Ίμερα, до 1927 година Χεϊμπελή, Хейбели) е село в Република Гърция, част от дем Сервия на област Западна Македония.

## География
Селото е разположено на 360 m надморска височина, на 12 km североизточно от Сервия, на левия бряг на Бистрица (Алиакмонас), в подножието на планината Скопос.

## История

### В Османската империя
В XIX век Хейбели е село в Серфидженската каза на Османската империя.
На Етнографската карта на Битолския вилает на Картографския институт в София от 1901 година Хейбели (Ебели) е смесено гръцко-турско село в Серфидженската каза на Серфидженския санджак с 220 къщи.
Според статистика на Серфидженския санджак на гръцкото консулство в Еласона от 1904 година в Хейбели (Χεϊμπελή), Серфидженска каза, живеят 1400 турци.

### В Гърция
През октомври 1912 година, по време на Балканската война, в селото влизат гръцки част и след Междусъюзническата война в 1913 година Хейбели остава в Гърция. В 1922 година мюсюлманското население на селото се изселва и в Хейбели са заселени гърци туркофони, бежанци от Турция. В 1927 година е прекръстено на Имера. В 1928 година Хейбели е чисто бежанско селище със 130 бежански семейства и 469 жители бежанци.
По време на Втората световна война населението на селото заедно със съседно Скафи подкрепя активно десните сили и правят колаборационистка антикомунистическа чета. Частите на ЕЛАС влизат в селото и разстрелват всеки десети жител.
Населението традиционно произвежда тютюн, жито, овошки и други земеделски продукти, като се занимава и със скотовъдство.
| Име                                         | Име               | Ново име    | Ново име    | Описание                                    |
| ------------------------------------------- | ----------------- | ----------- | ----------- | ------------------------------------------- |
| Чалтик Баши или Чатлик Баши или Чатлик Паши | Τσατλίκ Μπασή     | Гипедон     | Γήπεδον     | връх в Скопос на З от Имера (945,2 m)       |
| Мемилер                                     | Μεμιλέρ           | Рема        | Ρέμα        | река на С от Имера                          |
| Ясли Бурун                                  | Γιασλή Μπορούν    | Криовриси   | Κρυόβρυση   | възвишение в Скопос на ИСИ от Имера (488 m) |
| Топчи Мандрия                               | Τοπτσή Μανδριά    | Палиокалива | Παληοκάλυβα | местност на И от Имера                      |
| Мемилер (Яскол)                             | Μεμιλέρ (Γιασκόλ) | Ливади      | Λιβάδι      | местност в Каракамен на С от Имера          |

| Година    | 1913 | 1920 | 1928 | 1940 | 1951 | 1961 | 1971 | 1981 | 1991 | 2001 | 2011 | 2021 |
| --------- | ---- | ---- | ---- | ---- | ---- | ---- | ---- | ---- | ---- | ---- | ---- | ---- |
| Население | 1150 | 1338 | 404  | 761  | 336  | 415  | 262  | 191  | 208  | 266  | 156  | 102  |

## Личности
Починали в Имера
- Лазар Търповски (1901 - 1943), гръцки комунистически деец